# مغبب أحمر
مغبب أحمر (الاسم العلمي: Anthochaera carunculata) (بالإنجليزية: Red Wattlebird)‏ هو نوع من الطيور يتبع جنس المغبب من فصيلة آكلات العسل.